# Alfred Hegler

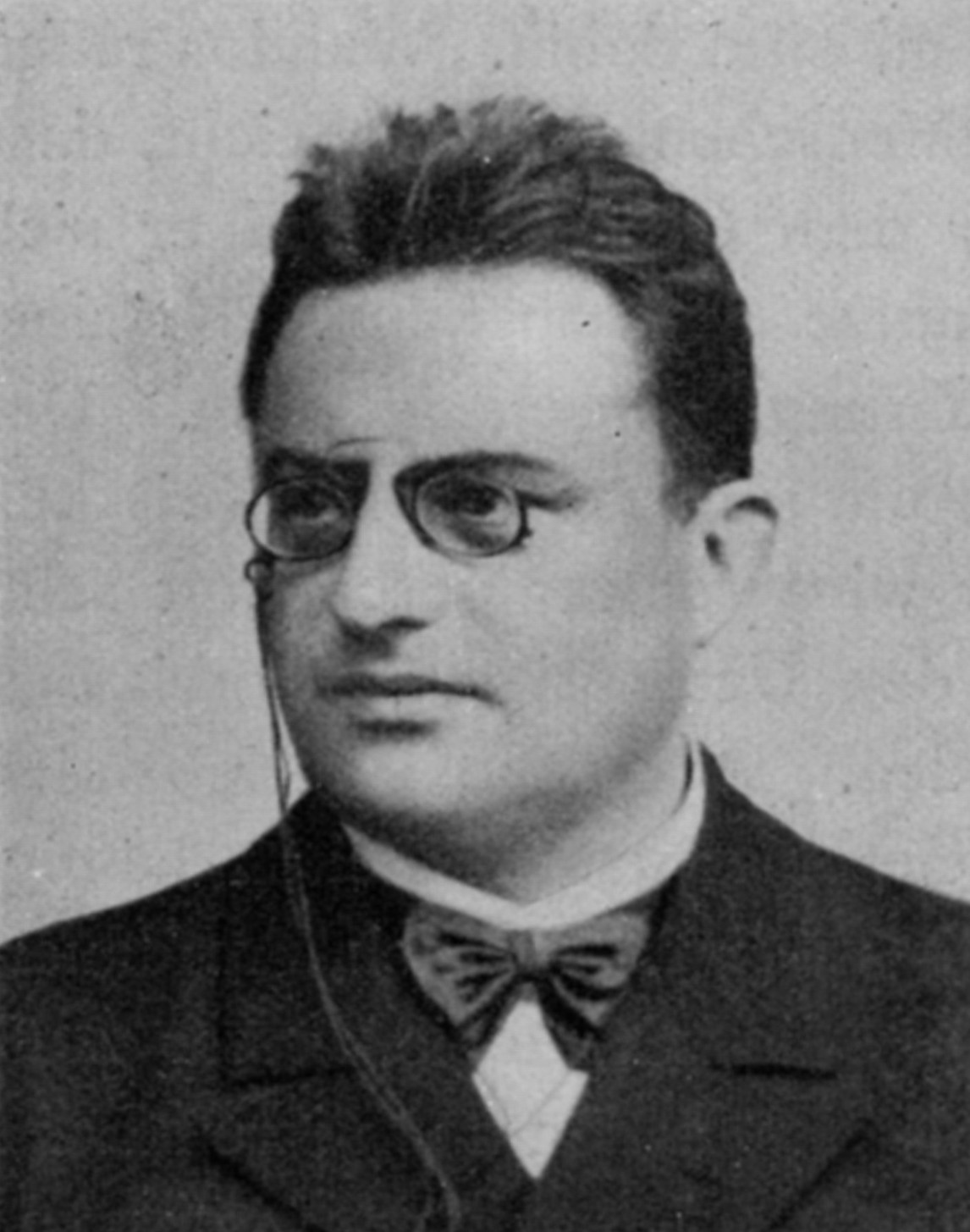
Alfred Hegler

Alfred Hegler (* 6. November 1863 in Stuttgart; † 4. Dezember 1902 in Tübingen) war ein deutscher lutherischer Theologe und Hochschullehrer. 

## Leben
Hegler war der Sohn des Landgerichtsrats Alfred Hegler und dessen Frau Emilie, geb. Dietzsch. Er selbst besuchte das Gymnasium in Stuttgart sowie die Seminare in Maulbronn und Blaubeuren und ab 1882 die Universität Tübingen. Seit 1882 war er Mitglied der Studentenverbindung Tübinger Königsgesellschaft Roigel. 1887 war er Stadtvikar an der Hofkirche in Stuttgart und ab 1889 Repetent an der Universität Tübingen. Dort habilitierte er sich 1892 und wurde noch im selben Jahr als außerordentlicher Professor an die Kaiser-Wilhelm-Universität in Straßburg berufen. 1896 kehrte er als außerordentlicher Professor nach Tübingen zurück und übernahm im Jahr 1900 die Professur für Kirchengeschichte, mit der eine Predigerstelle an der Stiftskirche in Tübingen verbunden war.
Hegler wurde vor allem durch seine Arbeiten über Sebastian Franck bekannt, mit denen er das neuere Bild des Spiritualismus nachhaltig beeinflusste.

## Veröffentlichungen
- Die Psychologie in Kants Ethik. Mohr, Freiburg i.Br. 1891.
- Geist und Schrift bei Sebastian Franck: eine Studie zur Geschichte des Spiritualismus in der Reformationszeit. Mohr, Freiburg i.Br. 1892.
- Franziskus von Assisi und die Gründung des Franziskanerordens. In: Zeitschrift für Theologie und Kirche 6 (1896), Heft 5, S. 395–461.
- Johannes Brenz und die Reformation im Herzogtum Wirtemberg: Rede gehalten zur Feier des 400. Geburtstags von Brenz. J. C. B. Mohr, Freiburg i.Br. 1899.
- Zur Erinnerung an Carl Weizsäcker. Mohr, Tübingen 1900 (Die christliche Welt; 45).
- Sebastian Francks latainische Paraphrase der deutschen Theologie und seine holländisch erhaltenen Traktate. Schnürlen, Tübingen 1901 (Tübinger Universitätsschriften; 1900/01).
- Predigt gehalten am Sylvesterabend 1899 in der Stiftskirche zu Tübingen. Tübingen, 1901.
- Beiträge zur Geschichte der Mystik in der Reformationszeit (= Archiv für Reformationsgeschichte, Ergänzungsbd. 1). Schwetschke, Berlin 1906.